# کار هوشمندانه
کار هوشمندانه (انگلیسی: Smart Work) یک فیلم کوتاه کمدی به کارگردانی راسکو آرباکل است که در سال ۱۹۳۱ منتشر شد. از بازیگران این فیلم می‌توان به آدی مک‌فیل اشاره کرد.